# Peter Lotharius Oxholm

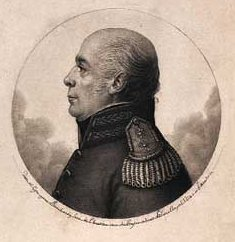
Peter Lotharius Oxholm

Peter Lotharius Oxholm (Kopenhagen, 10 juli 1753 - nabij Furesø, 27 juli 1827) was een Deens militair en gouverneur van Deens West-Indië.

## Biografie
Peter Lotharius Oxholm begon zijn carrière als cadet in 1763 en zes jaar later werd hij gepromoveerd tot korporaal. Vanaf 1771 was hij page van koningin Caroline Mathilde en was hij aanwezig bij haar arrest een jaar later. Vijf jaar later vertrok hij naar Deens West-Indië om daar in het leger te dienen. Pas in 1793 keerde hij terug naar Denemarken. In datzelfde jaar vertrok hij uit het leger met de rang van kolonel. In 1801 keerde hij terug in het leger vanwege de oorlog met Groot-Brittannië als leider van een militieleger. Met dat leger nam hij deel aan de Slag bij Køge. In 1815 werd hij benoemd tot gouverneur-generaal van Deens West-Indië; een positie die hij een jaar lang bekleedde.